# Primera Missió de Verificació de les Nacions Unides a Angola
La Primera Missió de Verificació de les Nacions Unides a Angola (UNAVEM I) va ser una missió per manteniment de la pau que va existir entre gener de 1989 i juny de 1991 a Angola durant la guerra civil. Fou establerta per la Resolució 626 del Consell de Seguretat de les Nacions Unides del 20 de desembre de 1988.
Durant la guerra civil la Unió Soviètica i Cuba donaren suport al Moviment Popular per l'Alliberament d'Angola (MPLA), mentre que Sud-àfrica i els Estats Units patrocinaren la Unió Nacional per a la Independència Total d'Angola (UNITA). El MPLA esdevingué el partit més fort.
El propòsit d'UNAVEM I era supervisar la retirada de les tropes cubanes. Aquests missió va ser un èxit.
Les Nacions Unides crearen la següent missió, la Segona Missió de Verificació de les Nacions Unides a Angola, en 1991.